# Roberto Dotti
Roberto Dotti (ur. 25 lipca 1961) – włoski kolarz torowy, dwukrotny medalista mistrzostw świata.

## Kariera
Największy sukces w karierze Roberto Dotti osiągnął w 1985 roku, kiedy zdobył złoty medal w wyścigu ze startu zatrzymanego amatorów podczas mistrzostw świata w Bassano. W wyścigu tym  bezpośrednio wyprzedził Austriaka Rolanda Königshofera i swego rodaka Mario Gentilego. W tej samej konkurencji Dotti zdobył również srebrny medal na rozgrywanych rok wcześniej mistrzostwach świata w Barcelonie, ulegając jedynie Janowi de Nijsowi z Holandii. Nigdy nie startował na igrzyskach olimpijskich.